# Genitotoxine
Een genitotoxine is een giftige stof (toxine), dat de urinewegen of geslachtsorganen aantast. Het zijn mogelijk negatieve bij-effecten van een medicatie maar het kunnen ook natuurlijke chemicaliën zijn of chemicaliën die gebruikt worden in laboratoria of de industrie. De naam komt van genito, een porte-manteau dat de aspecten van andrologie, gynaecologie en urologie omvat.
De werking van een genitotoxine is sterk afhankelijk van de dosis, plaats van toediening, verspreidingssnelheid en gezondheid van mens of dier.

## Genitotoxische stoffen
- Zearalenon